# Okileucauge geminuscavum
Espèce
Okileucauge geminuscavum est une espèce d'araignées aranéomorphes de la famille des Tetragnathidae.

## Distribution
Cette espèce est endémique du Guizhou en Chine,. Elle se rencontre à Chenguan dans le xian de Pan dans la préfecture de Liupanshui à 1 544 m d'altitude dans la grotte Biyun.

## Description
La femelle holotype mesure 7,04 mm et le mâle paratype 5,20 mm.

## Publication originale
- Chen & Zhu, 2009 : One new troglophilous species of the genus Okileucauge (Araneae: Tetragnathidae) from Guizhou, China. Acta Arachnologica, Tokyo, vol. 58, no 1, p. 23-25 (texte intégral).